# Lahārem Talūk
Lahārem Talūk (persiska: لهارم تلوك, لَهارُم تَلوك) är en ort i Iran.   Den ligger i provinsen Mazandaran, i den norra delen av landet, 160 km nordost om huvudstaden Teheran. Lahārem Talūk ligger 44 meter över havet och antalet invånare är 837.
Terrängen runt Lahārem Talūk är platt åt nordväst, men åt sydost är den kuperad. Runt Lahārem Talūk är det ganska glesbefolkat, med 36 invånare per kvadratkilometer. Närmaste större samhälle är Sari, 16,6 km nordost om Lahārem Talūk. Trakten runt Lahārem Talūk består till största delen av jordbruksmark.